# Hottentotta stockwelli
Espèce
Hottentotta stockwelli est une espèce de scorpions de la famille des Buthidae.

## Distribution
Cette espèce est endémique d'Inde. Elle se rencontre en Andhra Pradesh et au Maharashtra.

## Description
Le mâle holotype mesure 41,2 mm et la femelle paratype 50 mm.

## Étymologie
Cette espèce est nommée en l'honneur de Scott A. Stockwell.

## Publication originale
- Kovařík, 2007 : « A Revision of the Genus Hottentotta Birula, 1908, with Descriptions of Four New Species (Scorpiones, Buthidae). » Euscorpius, no 58, p. 1-107 (texte intégral).